# キャロライン・クロスリー
キャロライン・クロスリー（Caroline Crossley、1998年4月19日 - ）は、カナダの女子ラグビー選手。

## プロフィール
- カナダ・ニューウエストミンスター出身[1]。
- ポジションはウィング(WTB)。
- 身長 175cm、体重 80kg
- 7人制女子カナダ代表に選ばれている[2]。

## 略歴
2024年、2024パリ五輪の7人制女子カナダ代表に選ばれて銀メダル獲得。